# جينفيرا دي بينتشي
جينفيرا دي بينتشي (ولدت حوالي 1458) هي شخصية أرستقراطية من القرن الخامس عشر من فلورنسا، اشتهرت بذكائها بين معاصريها في فلورنسا. وكانت موضوعا لرسم صورة لها من قبل ليوناردو دا فينشي. اللوحة التي تم رسمها بالألوان الزيتية على خشب محصل عليها المعرض الوطني للفنون في واشنطن العاصمة في عام 1967 مقابل خمسة ملايين دولار أمريكي تم دفعها إلى عائلة ليختنشتاين الأميرية، وهو سعر قياسي في ذلك الوقت. هذه اللوحة هي اللوحة الوحيدة لليوناردو دا فينشي المعروضة على العامة في الأمريكيتين.

## المصادر

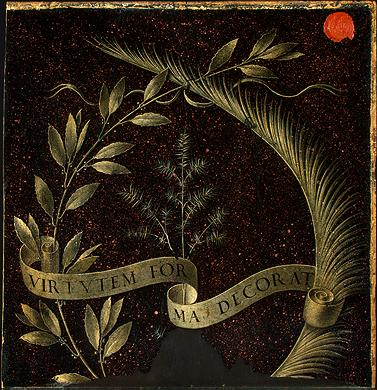
ظهر اللوحة

## وصلات خارجية
- الموقع الألكتروني للمعرض الوطني للفنون حيث يمكنك مشاهدة اللوحة عبر طريق شبكة الانترنت مباشرة  نسخة محفوظة 9 نوفمبر 2010 على موقع واي باك مشين.
- صورة عالية الدقة لجينفيرا دي بينتشي
- مقالة عن لوحة جينفيرا دي بينتشي نسخة محفوظة 24 أكتوبر 2020 على موقع واي باك مشين.